# Rob Menendez
Robert Jacobsen "Rob" Menendez, född 12 juli 1985 i Englewood i New Jersey, är en amerikansk politiker (demokrat). Han är ledamot av USA:s representanthus sedan 2023. Han är son till Bob Menendez.
I mellanårsvalet i USA 2022 besegrade Menendez republikanen Marcos Arroyo och fem övriga kandidater.